# Петър Дойчев
Петър Минчев Дойчев е деятел на туризма в България.

## Биография
Роден е на 19 септември 1924 г. в Бургас, Царство България, в семейство с 3 деца на преселници от Сливен. Завършва Немското училище в Бургас през 1943 г.
В периода 1944 – 1945 г. е във Въздушните войски и се сражава по време на участието на България във войната срещу Третия райх.
През 1948 г. завършва Търговската академия във Варна. На 1 април 1948 г. започва работа като бюфетчик в сладкарница „Палма“ във Варна. Под покровителството на д-р Ячо Кабаивански, създател на „Балкантурист“, започва работа по осъществяване на концепция за международен туризъм в България. На 30 май 1949 г. е назначен за управител на първия новопостроен хотел „Роза“ на варненското крайбрежие в курорта „Дружба“. От юни 1957 г. е началник на отдел „Международен туризъм“ в курорта Златни пясъци. През 1961 г. става назначен началник на Дирекция „Международен туризъм“ във Варна. От 1966 до 1986 г. е главен специалист в Държавния комитет по туризма в София. От 1996 г. в продължение на 10 години е консултант в Комисията за защита на потребителите.
В продължение на 70 години допринася за изграждането, развитието и управлението на операциите на големите туристически комплекси по Българското Черноморие като КК „Слънчев бряг“, „Златни пясъци“, „Албена“, „Дружба“ и др., както и за обучението и подготовката на кадри за туризма в България.
Почива на 7 август 2019г.

## Награди
- С указ на президента на България „за големите му заслуги за изграждането и развитието на туризма в Република България“ е награден с орден „Стара планина“ I степен през 2010 г.[2]
- На 21 септември 2014 г. получава почетен Знак на Несебър от кмета на Община Несебър.[3]
- На заседание от 5 август 2015 г. Общинският съвет във Варна го удостоава със званието „Почетен гражданин на Варна“.[4]
- На 6 декември 2018 г. е обявен за почетен гражданин на Бургас.[5]

## Публикации
- Дойчев, П., „Живот отдаден на туризма“, (1994)
- Дойчев, П., „Живот отдаден на туризма“, „Литературен форум“ (1999)